# Urlop macierzyński
Ten artykuł należy dopracować:

przedstawiono sytuację tylko z polskiej perspektywy – artykuł powinien być przekrojowy.
Pomóż go poprawić. 
Urlop macierzyński – urlop przyznawany kobietom, które w trakcie zatrudnienia urodziły dziecko. Ma on na celu pomoc w odzyskaniu sił po porodzie i opiece nad małym dzieckiem. 

## Urlop macierzyński w Polsce
Urlop ten jest urlopem pełnopłatnym, a czas jego trwania jest zależny od liczby urodzonych dzieci podczas jednego porodu.

### Prawo do nabycia urlopu macierzyńskiego
Każda kobieta, która w chwili porodu pozostaje w stosunku pracy, ma prawo do urlopu macierzyńskiego. Jest on przyznawany wszystkim pracownicom jednakowo i jest niezależny od:
- długości stażu pracy,
- rodzaju umowy o pracę,
- wymiaru czasu pracy.

### Ochrona prawna podczas trwania urlopu macierzyńskiego
Wraz z chwilą rozpoczęcia urlopu macierzyńskiego pracownicy przysługuje specjalna ochrona prawna trwałości stosunku pracy. Znaczy to, że przez cały okres trwania urlopu macierzyńskiego pracodawca nie może wręczyć pracownicy wypowiedzenia ani rozwiązać z nią umowy o pracę. Jest to spowodowane tym, że urlop macierzyński jest usprawiedliwioną nieobecnością w pracy.
Wraz z chwilą zakończenia urlopu macierzyńskiego wygasa także prawna ochrona trwałości stosunku pracy.

### Wymiar urlopu macierzyńskiego
Długość urlopu macierzyńskiego jest zależna od tego, ile dzieci urodziła pracownica podczas jednego porodu. Tydzień urlopu odpowiada 7 dniom kalendarzowym. W polskim prawie wymiar ten jest następujący:
- 20 tygodni w przypadku urodzenia jednego dziecka,
- 31 tygodni w przypadku urodzenia dwojga dzieci,
- 33 tygodni w przypadku urodzenia trojga dzieci,
- 35 tygodni w przypadku urodzenia czworga dzieci,
- 37 tygodni w przypadku urodzenia pięciorga i więcej dzieci[4].

Kobieta ma prawo do wykorzystania co najmniej sześciu tygodni urlopu macierzyńskiego przed przewidywaną datą porodu, wtedy urlop macierzyński po porodzie jest skrócony o ten czas, który został wykorzystany wcześniej.

#### Inny wymiar urlopu macierzyńskiego
Istnieją przypadki, w których normalny wymiar urlopu macierzyńskiego ulega skróceniu lub zostaje przerwany. Do tych przypadków należą:
- w przypadku urodzenia martwego dziecka – urlop macierzyński zostaje skrócony i wynosi on 8 tygodni od dnia porodu,
- w przypadku zgonu dziecka przed upływem 8 tygodni życia – urlop macierzyński trwa do 8 tygodni od dnia porodu, po upływie tego czasu zostaje on przerwany,
- w przypadku zgonu dziecka po upływie 8 tygodni życia – urlop macierzyński trwa jeszcze przez tydzień od dnia zgonu dziecka, po upływie tego czasu zostaje on przerwany,
- w przypadku gdy kobieta po urodzeniu dziecka nie podejmuje się wychowania go i oddaje na wychowanie do rodziny zastępczej przed upływem 8 tygodni od dnia porodu – urlop macierzyński zostaje skrócony do 8 tygodni od dnia porodu,
- w przypadku gdy kobieta po urodzeniu dziecka nie podejmuje się wychowania go i oddaje na wychowanie do rodziny zastępczej po upływie 8 tygodni od dnia porodu – urlop macierzyński zostaje przerwany w dniu oddania dziecka,
- w przypadku gdy po porodzie dziecko wymaga hospitalizacji przekraczającej okres 8 tygodni od dnia porodu, to po upływie tych 8 tygodni kobieta ma prawo do przerwania urlopu macierzyńskiego i wykorzystania go w późniejszym okresie, po zakończeniu leczenia szpitalnego dziecka,
- kobieta może się zrzec części urlopu macierzyńskiego na rzecz ojca dziecka – w tym przypadku okres urlopu macierzyńskiego jednak nie może być krótszy niż 14 tygodni. Warunkiem rezygnacji przez matkę z urlopu macierzyńskiego jest przejęcie go przez ojca dziecka. Jeżeli ojciec nie będzie w stanie tego zrobić, wówczas kobieta będzie musiała wykorzystać cały przysługujący jej urlop macierzyński do końca[7].

Po wykorzystaniu całego urlopu macierzyńskiego przysługującego kobiecie, ma ona prawo do urlopu rodzicielskiego. Urlop rodzicielski jest dłuższy od macierzyńskiego i w przypadku urodzenia jednego dziecka przy jednym porodzie wynosi 32 tygodnie. W przypadku jeżeli urodziły się bliźniaki lub większa liczba dzieci, wówczas urlop ten wyniesie 34 tygodnie. Należy przy tym podkreślić, że urlop rodzicielski jako nieobowiązkowy nie musi być wykorzystany w pełnym wymiarze. Możliwe jest wykorzystanie tylko części, dzielenie urlopu wspólnie z drugim rodzicem, jak również wykorzystanie do 16 tygodni w terminie późniejszym.

### Warunki zatrudnienia po powrocie z urlopu macierzyńskiego
Po zakończeniu urlopu macierzyńskiego pracodawca ma obowiązek przyjęcia z powrotem do pracy  pracownicę uprzednio przebywającą na tym zwolnieniu. Stanowi tak przepis, który ma chronić kobiety powracające z urlopu macierzyńskiego przed zwolnieniem z pracy z powodu zlikwidowania zajmowanego przez nie stanowiska. Ponieważ nieobecność w pracy przez cały ten okres jest uzasadniona, to pracownica powracająca do pracy powinna otrzymać to samo stanowisko, które zajmowała przed przyznaniem jej prawa do urlopu macierzyńskiego. Jeśli jest to niemożliwe (np. z powodu zlikwidowania tego stanowiska), to obowiązkiem pracodawcy jest przyznanie jej innego – równorzędnego stanowiska odpowiadającego kwalifikacjom zawodowym, które posiada pracownica, lub jeśli taka sytuacja też nie jest możliwa, to stanowiska niższego, ale w każdym z tych przypadków wynagrodzenie, jakie otrzyma pracownica po powrocie do pracy, musi być takie samo jak w przypadku, w którym nie przebywałaby na urlopie macierzyńskim; jeśli przez czas jej nieobecności w pracy nastąpiła podwyżka wynagrodzenia, to po powrocie powinna ją otrzymać.

### Inne rodzaje urlopu macierzyńskiego
Urlop macierzyński jest przyznawany nie tylko kobietom pozostającym w stosunku pracy i rodzącym dziecko. Prawo do niego mają również inne osoby. W tej sytuacji nazywa się to urlopem na warunkach urlopu macierzyńskiego, okres trwania i jego długość wynoszą tyle samo co w przypadku urlopu macierzyńskiego. Osoby korzystające z urlopu na warunkach urlopu macierzyńskiego pozostają pod tą samą ochroną trwałości stosunku pracy co osoby korzystające z urlopu macierzyńskiego. Prawo do urlopu na warunkach urlopu macierzyńskiego posiadają:
- osoby, które wystąpiły do sądu o przysposobienie dziecka lub wzięła je pod opiekę jako rodzina zastępcza;
- ojciec dziecka[10].

## Prawo międzynarodowe
Międzynarodowa Organizacja Pracy przyjęła na ten temat konwencje:
- nr 3 dotycząca zatrudnienia kobiet przed i po porodzie (1919)[11]
- nr 103 dotycząca ochrony macierzyństwa (1952)[12]
- nr 183 o rewizji poprzedniej (2000)[13]

oraz zalecenia
- nr 12 (1921)[14]
- nr 95 (1952)[15]
- nr 191 (2000)[16].